# Nigel Glendinning
Nigel Glendinning, né à East Sheen (Surrey, Royaume-Uni) le 16 octobre 1929 et mort à Londres le 23 février 2013, est un historien de l'art anglais du XXe siècle. Hispaniste passionné, il s'intéresse au XVIIIe siècle espagnol et en particulier à José Cadalso et est considéré comme l'un des plus grands spécialistes de la vie et de l'œuvre de Francisco de Goya.
Il a participé à la rédaction de l'Encyclopédie du musée du Prado, un projet collaboratif.

## Biographie
Oliver Nigel Valentine Glendinning naît à East Sheen le 16 octobre 1929 dans une famille de musiciens et d'artistes. Sa mère, Olive (née Ledward), est la sœur du sculpteur Gilbert Ledward (en) et la belle-sœur du peintre Percy Hague Jowett. Le père de Nigel, Alec Glendinning, est directeur de banque et musicien amateur passionné. La mère de Glendinning avait d'abord été mariée à Guy Valentine, le fils de l'acteur Sydney Valentine (en), mort pendant la Première Guerre mondiale.
Glendinning commence sa scolarité comme choriste à la St Paul's Cathedral School (en) avant de rejoindre la St John's School (en), à Leatherhead. Après l'école, il rejoint le Royal Army Educational Corps (en) dans le cadre de son service militaire puis étudie le français et l'espagnol au King's College de l'université de Cambridge. Il obtient son doctorat en se spécialisant dans l'œuvre de l'écrivain espagnol José Cadalso.
Glendinning devient ensuite enseignant à Christ Church, de l'université d'Oxford. Sa connaissance de Francisco de Goya l'a amené à contribuer à une exposition de la Royal Academy consacrée à l'œuvre de l'artiste en 1963. Après Oxford, il occupe une chaire à l'université de Southampton, puis des postes de professeur au Trinity College, à Dublin, et au Queen Mary's de Londres, où il a été nommé professeur émérite en 1991.
Tandis qu'il est jeune maître de conférences, Glendinning épouse son étudiante de premier cycle, la future écrivaine Victoria Glendinning (née Seebohm) ; ils ont quatre enfants — Simon, Paul, Hugo et Matthew —, puis divorcent en 1981,.
Il est nommé membre honoraire de la Hispanic Society of America. L'université de Salamanque lui a décerné le prix Elio Antonio de Nebrija en 2007. Le roi Juan Carlos Ier le fait commandeur de l'ordre d'Isabelle la Catholique, et il reçoit un diplôme honorifique de l'université complutense de Madrid et de l'université de Southampton. Pour son travail sur l'art espagnol, Glendinning devient membre de l'Académie royale des beaux-arts de San Fernando.
Nigel Glendinning meurt le 23 février 2013 à l'âge de 83 ans.

## Œuvre

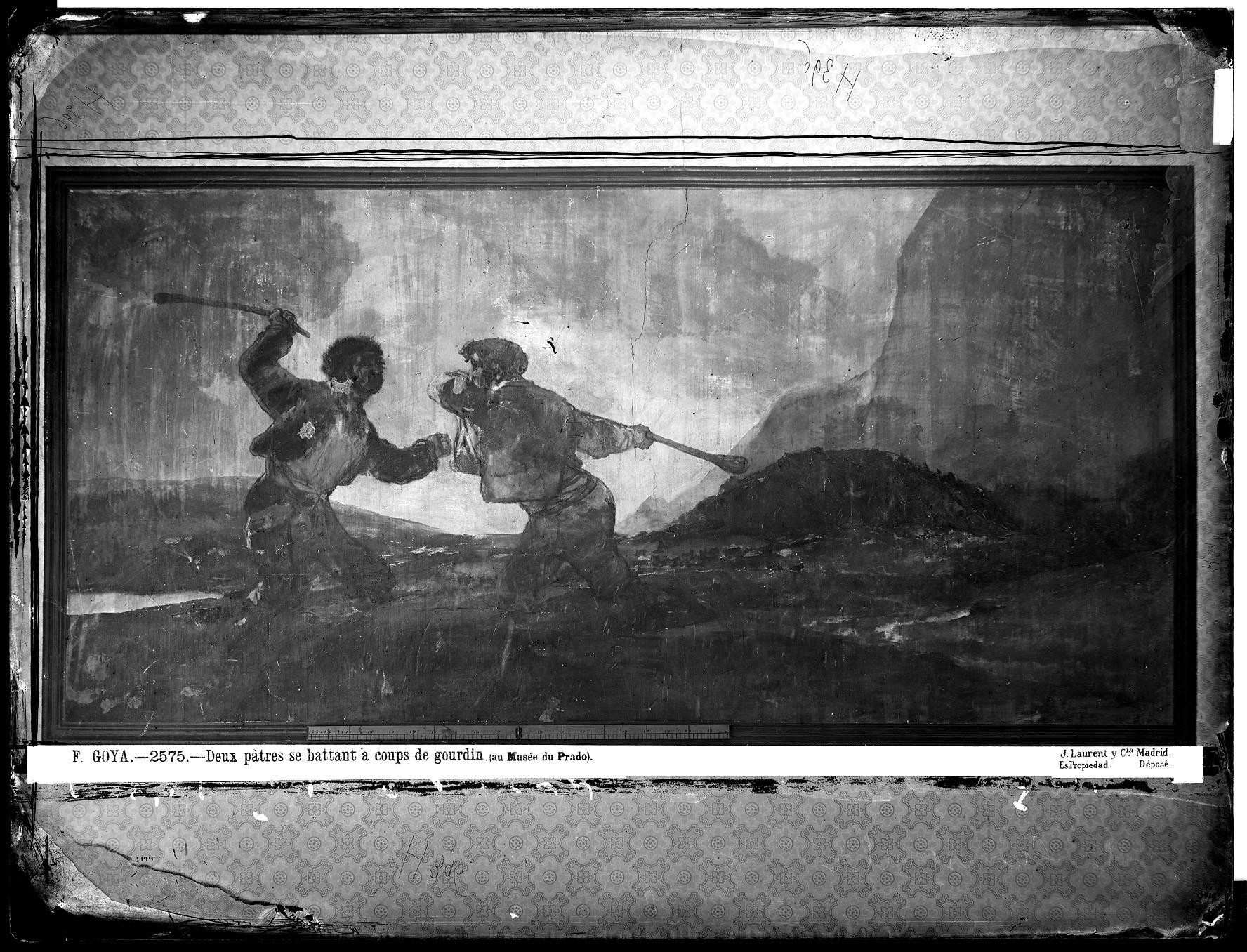
Nigel Glendinning a minutieusement étudié les Peintures noires de Francisco de Goya, dans la Quinta del Sordo. Ici, Duel au gourdin photographié en 1874 par Jean Laurent. Le négatif original appartient au fonds photographique Ruiz Vernacci conservé à l'Institut du patrimoine culturel d'Espagne.

### Publications
- (es) José Cadalso, Noches lúgubres, Espasa Calpe, 1961Édition, prologue et notes de Nigel Glendinning
- (es) Vida y obra de Cadalso, Gredos, 1962
- (en) Literature, the Sciences and other Subjects. An inaugural lecture, University of Southampton, 1965
- (es) José Cadalso, Los eruditos a la violeta, Anaya, 1967Édition, prologue et notes de Nigel Glendinning
- (en) The Eighteenth Century, vol. 4 de A Literary History of Spain, R.O. Jones, Benn, 1972
- (en) Goya and His Critics, Yale, 1977
- (en) The Interpretation of Goya’s Black Paintings. An inaugural lecture, Queen Mary College, 1977
- (en) Spanish Painting in the Golden Age, The Hispanic and Luso-Brazilian Council (Diamante XXVII), 1977
- (es) Calendario manual y Guía de Forasteros en Chipre (1768), sátira atribuida a José Cadalso, Nigel Glendinning, CSIC, 1982
- (es) Goya y sus críticos, Taurus, 1983
- (es) Goya. La década de los Caprichos. Retratos, 1792-1804, Real Academia de Bellas Artes de San Fernando, 1992
- (es) Francisco de Goya, Cuadernos de Historia (col. « El arte y sus creadores », n° 30), 1993
- (en) Painting and Poetry in Contemporary Spanish Women Writers, Queen Mary and Westfield College, 1996
- (es) Estudiar a los maestros, Velázquez y Goya, Diputación Provincial de Zaragoza. Servicio de Cultura, 2000Écrit avec Javier Portús.
- (es) Francisco de Goya, Dolmen, 2000
- (es) Historia de la literatura española. Vol. 4 : El siglo XVIII, Ariel, 2000
- (es) Goya y el Banco de San Carlos, Banco de España, 2005Écrit avec José Miguel Medrano.
- (es) Grandes maestros. Vol. 5 : Goya, Arlanza, 2006
- (es) Arte, ideología y originalidad en la obra de Goya, Universidad de Salamanca, 2008

### Autres documents
- (es) El Problema de las atribuciones desde la exposición de Goya en 1900[8]
- (es) El Coloso de Goya y la poesía patriótica de su tiempo, Dieciocho. Hispanic Enlightnment, 2004[9]
- (es) ¿Un fracasado intento de descatalogar el Coloso por el Museo del Prado?, Queen Mary, Universidad de Londres / Universidad Autónoma de Madrid[10]Écrit avec Jesusa Vega.
- (es) Realidad y sueño en los viajes de Goya : actas de las I Jornadas de Arte en Fuendetodos, 1, 2 y 3 de julio de 1994, Diputación Provincial de Zaragoza. Servicio de Cultura, 1996Œuvre collective à l'occasion des Premières Journées d'Art à Fuendetodos (où est né Goya).